# Mills of the Gods
Mills of the Gods er en amerikansk stumfilm fra 1912 af Ralph Ince.

## Medvirkende
- L. Rogers Lytton soom Lorenzo
- Leo Delaney som Miguel
- Rosemary Theby som Giulia
- Zena Keefe som Maria
- George Cooper som Tano